# Dryocalamus nympha
Espèce
Synonymes
- Coluber nympha Daudin, 1803
- Hydrophobus semifasciatus Günther, 1862
- Dryocalamus nympha var. ceylonensis
Müller, 1887
- Cochliophagus isolepis Müller, 1924

Dryocalamus nympha est une espèce de serpents de la famille des Colubridae.

## Répartition
Cette espèce se rencontre  :
- dans le sud de l'Inde, dans les États d'Andhra Pradesh et d'Orissa ;
- au Sri Lanka.

## Description
Dryocalamus nympha dépasse rarement 50 cm. C'est un serpent nocturne non-venimeux. Il se nourrit principalement de lézards mais consomme à l'occasion des amphibiens et d'autres petits animaux. Sa biologie est mal connue en raison de sa rareté. Il est supposé être ovipare.

## Étymologie
Son nom d'espèce, du latin nympha, « nymphe », en référence à la marque jaune qui orne l'arrière de sa tête et qui suggère un voile de mariée.

## Publication originale
- Daudin, 1803 : Histoire Naturelle Générale et Particulière des Reptiles, vol. 6.